# Bogoria
Bogoria starším názvem Hannington (anglicky Lake Bogoria) je slané bezodtoké meromiktické jezero v africkém státě Keňa. Leží asi 30 km severně od rovníku a 50 km severně od města Nakuru, v oblasti tektonicky aktivního Velkého riftového údolí v rezervaci Bogoria. Jeho rozloha činí asi 45 km².

## Pobřeží
Jezero má podlouhlý tvar, protáhlý v severojižním směru. Obvod je přibližně 40 km dlouhý. Východní břeh lemuje zlomové pásmo hor.

## Vlastnosti vody
Voda je velmi slaná a zásaditá - její pH má hodnotu okolo 10.

## Vodní režim
Do střední oblasti jezera vyvěrají četné horké prameny v místě zvaném Hot springs.

## Fauna
Jezero je mělké a je proto vhodným biotopem mnoha ptáků: mj. plameňáka malého, marabu afrického, tenkozobců, kladivoušů, žije zde i výr bělavý, největší z afrických sov. Protože jezero nemá odtok, hromadí se v něm všechny látky rozpuštěné ve vodě přitékající z okolí. Jedno z největších rizik pro křehký ekosystém jezera tak představuje turismus.